# Zhouyuan-Stätte

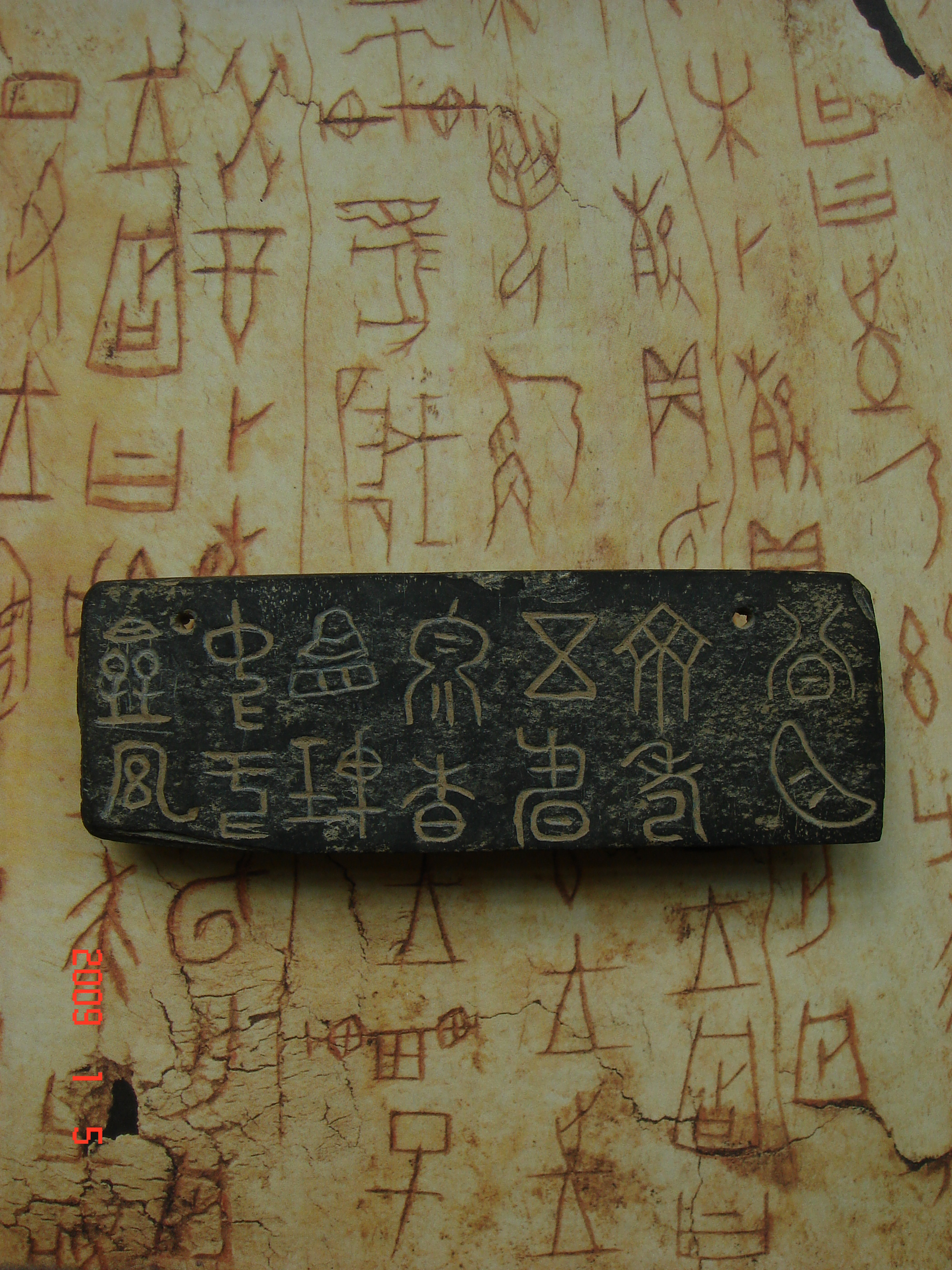
Fundstücke der Zhouyuan-Stätte

Die Zhouyuan-Stätte (chinesisch 周原遗址, Pinyin Zhōuyuán yízhǐ, englisch Zhouyuan Site) ist ein archäologischer Fundort der Vor-Zhou- und Frühen Westlichen Zhou-Zeit in den Kreisen Fufeng und Qishan am Fuß des Qi Shan in der chinesischen Provinz Shaanxi. Der Ort war die Hauptstadt der Zhou, bevor diese die Shang stürzten.
1977 wurden in einer ausgegrabenen Vorratshöhle über 17.000 beschriftete Schildkrötenschalen und Orakelknochen entdeckt, von denen ca. 300 Inschriften trugen.
Die Zhouyuan-Stätte steht seit 1982 auf der Liste der Denkmäler der Volksrepublik China (2-50).